# Patriarcato delle Indie occidentali
Il patriarcato delle Indie Occidentali (in latino Patriarchatus Indiarum Occidentalium) è un titolo assegnato a prelati spagnoli dal 1524 al 1963.

## Storia
La prima menzione del titolo di "patriarca de las Indias" è nella lettera del 26 luglio 1513 con la quale il re spagnolo Ferdinando il Cattolico chiedeva a papa Leone X, tramite il suo rappresentante a Roma, padre Gerónimo de Vich, l'istituzione del titolo patriarcale nella persona del suo cappellano maggiore don Juan Rodríguez de Fonseca. La richiesta del re prevedeva l'istituzione di un patriarcato effettivo, non un mero titolo ad honorem, sui possedimenti spagnoli nelle Americhe. Il papa tuttavia non accondiscese alla richiesta del re.
La questione venne ripresa una decina di anni dopo. L'11 maggio 1524 papa Clemente VII trasferì Antonio de Rojas Manrique dalla sede arcivescovile di Granada a quella vescovile di Palencia, e contestualmente gli assegnò il titolo di patriarca delle Indie. L'istituzione del patriarcato fu sottoposta a condizioni molto restrittive: era un titolo puramente onorifico senza alcuna giurisdizione, né spirituale né temporale, sulle diocesi americane, senza sudditi, senza rendite fisse, senza permesso di viaggiare in America se non con il consenso della Santa Sede..
Queste condizioni erano di volta in volta specificate nelle bolle di nomina; quella più espressiva e chiarificatrice è la bolla di nomina di Antonio Allué Sesé (1821): «Cum itaque Patriarchatus Indiarum Occidentalium Maris Oceani, quia Ecclesia, Sede, Capitulo, Choro, Clero et populo omnique cura regimine et jurisdictione tam spirituali quam temporali caret, sed solum in dignitatis Patriarchalis titulo et honore consistit». Essendo un puro titolo onorifico, non dava diritto né al pallio né alla consacrazione episcopale; i patriarchi perciò, per essere consacrati, dovevano ottenere in aggiunta la nomina a una sede episcopale o arcivescovile, titolare o residenziale.
Dal 1616 al 1705 il titolo fu appannaggio del "Cappellano ed elemosiniere maggiore di Sua Maestà" (Capellán y Limosnero Mayor de Su Majestad), arcivescovi titolari di Tiro. Anche in seguito rimasero cappellani maggiori del Re (a capo del clero palatino) , ma spesso con una diocesi effettiva e a loro era riservata la celebrazione solenne di molte festività a Madrid, che all'epoca non era sede vescovile. 
Su richiesta del re Carlo III di Spagna, con il breve Apostolicae benignitatis del 10 marzo 1762, papa Clemente XIII unì il titolo di patriarca delle Indie Occidentali a quello di vicario generale dell'esercito. Da questo momento tutti gli ordinari castrensi avranno il titolo di "patriarchi" fino alla soppressione dell'ordinariato militare spagnolo nel 1933.
Con breve apostolico dell'8 giugno 1885 il titolo di patriarca delle Indie, con l'incarico di vicario generale dell'esercito, fu concesso agli arcivescovi di Toledo; l'unione dei titoli durò fino al 1920.
Il titolo non è più assegnato dal 1963, benché continui ad apparire nelle edizioni dell'Annuario Pontificio. Il suo ultimo titolare è stato Leopoldo Eijo y Garay, vescovo di Madrid.

## Cronotassi dei patriarchi
Si omettono i periodi di sede vacante non superiori ai 2 anni o non storicamente accertati.

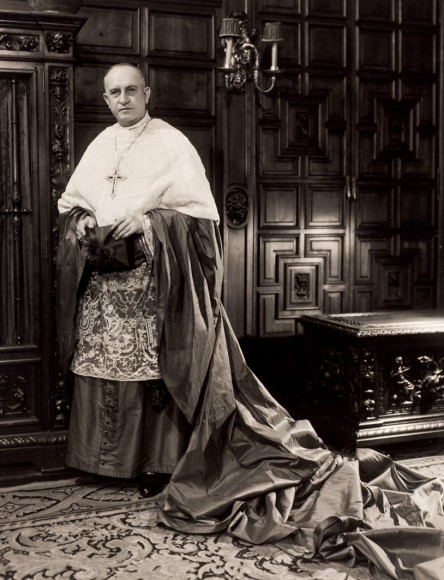
Leopoldo Eijo y Garay, ultimo patriarca delle Indie occidentali (1946-1963).

- Antonio de Rojas Manrique[10] † (11 maggio 1524 - 27 giugno 1527 deceduto)
- Esteban Gabriel Merino[11] † (2 settembre 1530 - 28 luglio 1535 deceduto)
  - Sede vacante (1535-1546)
- Fernando Niño de Guevara[12] † (8 ottobre 1546 - 16 settembre 1552 deceduto)
  - Sede vacante (1552-1591)
  - Antonio de Fonseca, O.S.A. ? † (menzionato nel 1554)[13]
- Pedro Moya de Contreras † (15 gennaio 1591 - 7 dicembre 1591 deceduto)[14]
- Juan Guzmán † (15 novembre 1602 - 1605 deceduto)
- Juan Bautista Acevedo Muñoz[15] † (16 gennaio 1606 - 8 giugno 1608 deceduto)
- Pedro Manso † (10 novembre 1608 - 1609 deceduto)
- Diego Guzmán de Haros[16] † (14 marzo 1616 - 15 settembre 1625 nominato arcivescovo di Siviglia)
- Andrés Pacheco[17] † (6 ottobre 1625 - 7 aprile 1626 deceduto)
- Alfonso Perez de Guzmán[16] † (17 maggio 1627 - prima del 22 dicembre 1670 deceduto)
- Antonio Manrique de Guzmán[16] † (22 dicembre 1670 - 26 febbraio 1679 deceduto)
- Antonio de Benavides y Bazán[16] † (8 maggio 1679 - 22 gennaio 1691 deceduto)
- Pedro Portocarrero y Guzmán[16] † (12 novembre 1691 - 21 gennaio 1708 deceduto)
- Carlos Borja Centellas y Ponce de León † (3 ottobre 1708 - 8 agosto 1733 deceduto)
- Alvaro Mendoza Caamaño y Sotomayor † (20 gennaio 1734 - 23 gennaio 1761 deceduto)
- Buenaventura Córdoba Espinosa de la Cerda † (6 aprile 1761 - 6 maggio 1777 deceduto)
- Francisco Javier Delgado Venegas † (30 marzo 1778 - 10 dicembre 1781 deceduto)[18]
- Cayetano de Adsor y Pares † (25 febbraio 1782 - 12 luglio 1782 deceduto)
- Manuel Ventura de Figueroa † (16 dicembre 1782 - 3 aprile 1783 deceduto)
- Antonio Sentmanat y Castellá † (25 giugno 1784 - 14 aprile 1806 deceduto)
- Ramón José de Arce Rebollar y Uribarri † (26 agosto 1806 - 7 luglio 1815 dimesso)
- Francisco Antonio Cebrián Valdá † (10 luglio 1815 - 10 febbraio 1820 deceduto)
- Antonio Allué y Sesé † (8 gennaio 1821 - 17 maggio 1842 deceduto)
  - Sede vacante (1842-1847)
- Antonio Posada Rubín de Celis † (17 dicembre 1847 - 22 novembre 1851 deceduto)
- Tomás Iglesias Bárcones † (27 settembre 1852 - 9 maggio 1874 deceduto)
- Francisco de Paula Benavides y Navarrete, O.S.Iacobi † (5 luglio 1875 - 13 maggio 1881 nominato arcivescovo di Saragozza)
- José Moreno y Mazón † (18 novembre 1881 - 27 marzo 1885 nominato arcivescovo di Granada)
- Zeferino González y Díaz Tuñón, O.P. † (27 marzo 1885 - 15 gennaio 1886 nominato arcivescovo di Siviglia)
- Miguel Payá y Rico † (7 giugno 1886 - 25 dicembre 1891 deceduto)
- Antolín Monescillo y Viso[19] † (11 aprile 1892 - 11 agosto 1897 deceduto)
- Beato Ciriaco María Sancha y Hervás † (24 marzo 1898 - 26 febbraio 1909 deceduto)
- Gregorio María Aguirre y García, O.F.M. † (29 aprile 1909 - 10 ottobre 1913 deceduto)
- Victoriano Guisasola y Menéndez[20] † (1º gennaio 1914 - 2 settembre 1920 deceduto)
- Jaime Cardona y Tur † (9 dicembre 1920 - 6 gennaio 1923 deceduto)
- Julián de Diego y García Alcolea † (27 luglio 1923 - 8 ottobre 1925 nominato arcivescovo di Santiago di Compostela)
- Francisco Muñoz e Izquierdo † (14 dicembre 1925 - 18 aprile 1930 deceduto)
- Ramón Pérez y Rodríguez † (30 giugno 1930 - 28 gennaio 1937 deceduto)[21]
  - Sede vacante (1937-1946)
- Leopoldo Eijo y Garay † (21 luglio 1946 - 31 luglio 1963 deceduto)